# Dipartimento di Nippes
Il dipartimento di Nippes è un dipartimento di Haiti. Il capoluogo è Miragoâne.

## Geografia antropica

### Suddivisioni amministrative
Il dipartimento di Nippes è suddiviso in 3 arrondissement:
- Anse-à-Veau
- Baradères
- Miragoâne